# Louise Maheux-Forcier
Pour les articles homonymes, voir Maheux et Forcier.
Louise Maheux-Forcier est une écrivaine québécoise née à Montréal le 9 juin 1929 et morte le 5 février 2015.

## Biographie
Louise Maheux-Forcier accomplit successivement ses études à l'École supérieure Sainte-Croix en lettres et sciences (1946), puis au Conservatoire de musique et d'art dramatique de la Province de Québec (1946-1951). Elle décroche ensuite un certificat d'enseignement de l'Académie de musique du Québec en 1952.
Elle découvre le piano et la littérature et va étudier le piano au Conservatoire de Paris et elle suit des cours privés avec Yves Nat (1952-1954). Elle suit des cours d'histoire de l'art à l'Université de Montréal en 1958, puis elle effectue un autre séjour en Europe (1959). Elle se consacre à la littérature à compter de 1959. Elle retourne à Paris en 1971, avec une bourse du Conseil des arts du Canada. Elle est écrivaine en résidence à l'Université d'Ottawa en 1972 et 1979.
Entre 1994 et 2000, elle occupe le poste de secrétaire de rédaction pour la revue Les Écrits,.

## Œuvres
Le triptyque de Amadou (1963), suivi de L'Île Joyeuse (1964) et Une forêt pour Zoé (1969) se distingue comme réflexion critique sur le système patriarcal et les structures traditionnelles. Elle remporte le prix du Cercle du livre de France en 1963 pour son premier roman Amadou. L'œuvre aborde le thème du lesbianisme et sa réception critique est l'objet d'une controverse.
Au courant de la décennie 1970-1980, elle écrit les romans Paroles et musiques (1973), Appassionata (1978) et En toutes lettres (1980) un recueil d'histoires courtes.
Les années 1980-1990 présentent deux pièces de théâtre Un parc en automne (1982), Un jardin défendu (1988).
En tout, elle sera autrice de cinq romans, un journal intime et plusieurs nouvelles. Elle produit également des pièces de théâtre pour la télévision et la radio:  Le Sablier : journal intime 1981-1984 (1984), réalisé pour une série de quinze émissions radiophoniques durant les étés 1982-1984, les téléthéâtres Un arbre chargé d'oiseaux (1976), Arioso (1982) et le téléfilm Le Piano rouge (1985). Le téléthéâtre Arioso, qui aborde le thème du lesbianisme, est refusé par Radio-Canada en 1973.
Enfin, elle collabore à de nombreux périodiques dont Liberté, La Nouvelle Barre du Jour, Écrits du Canada français, La Voix des poètes (France) et le Bulletin du Centre de recherche en civilisation canadienne-française,.

## Honneurs
- 1963 - Prix du Cercle du livre de France;
- 1969 - Prix du Gouverneur général, Une forêt pour Zoé;
- 1985 - Membre de la Société royale du Canada;
- 1986 - Membre de l'Ordre du Canada;
- Membre de l'Académie des lettres du Québec;
- 1982- Membre de l'Union des écrivains québécois;
- 1982- Membre de l'Association des compositeurs, auteurs et éditeurs du Canada;
- 1982 - Membre de l'Académie canadienne-française.